# Julio Quintana
Julio Gilberto Quintana Calmet (Perú, 13 de julio de 1904 - 16 de junio de 1981) fue un mediocampista del fútbol peruano que jugó para la selección peruana en la Copa Mundial de la FIFA 1930. También jugó para Alianza Lima. Sus padres fueron Julio Quintana Guevara y María Calmet. 

## Trayectoria

### Como futbolista
Julio Quintana jugó en el mediocampo del club peruano Alianza Lima, durante su carrera de club y fue internacional con la selección peruana.

### Como entrenador
Quintana fue entrenador de Alianza Lima entre los años 1937 a 1940.

## Selección nacional
Fue convocado por el seleccionador español Francisco Bru junto a otros 21 jugadores peruanos, donde participó en el Mundial de 1930 realizado en Uruguay, donde su país entró en el Grupo C con Rumanía y el futuro ganador y anfitrión, Uruguay, donde no juega ninguno de los 2 partidos.
Falleció el 16 de junio de 1981 a los 76 años en la Clínica Sánchez Moreno de Lima. Estuvo casado con Doña Hortencia Briones Lobaton.

#### Participaciones en Copas del Mundo
| Mundial                        | Sede    | Resultado      |
| ------------------------------ | ------- | -------------- |
| Copa Mundial de Fútbol de 1930 | Uruguay | Fase de grupos |

## Clubes

### Como futbolista
| Club         | País | Año         |
| ------------ | ---- | ----------- |
| Alianza Lima | Perú | 1925 - 1934 |

### Como entrenador
| Club         | País | Año         |
| ------------ | ---- | ----------- |
| Alianza Lima | Perú | 1937 - 1940 |

## Estadísticas

### Clubes
| Club                | Div                 | Temporada           | Liga | Liga | Copas Nacionales | Copas Nacionales | Copas Internacionales | Copas Internacionales | Amistosos | Amistosos | Total | Total |
| Club                | Div                 | Temporada           | PJ   | G    | PJ               | G                | PJ                    | G                     | PJ        | G         | PJ    | G     |
| ------------------- | ------------------- | ------------------- | ---- | ---- | ---------------- | ---------------- | --------------------- | --------------------- | --------- | --------- | ----- | ----- |
| Alianza Lima · Perú | 1.ª                 | 1925                |      |      |                  |                  |                       |                       |           |           |       |       |
| Alianza Lima · Perú | 1.ª                 | 1926                | 7    | 0    | -                | -                | -                     | -                     | 1         | 0         | 8     | 0     |
| Alianza Lima · Perú | 1.ª                 | 1927                | 3    | 0    | -                | -                | -                     | -                     | 2         | 0         | 5     | 0     |
| Alianza Lima · Perú | 1.ª                 | 1928                | 14   | 0    | 1                | 0                | -                     | -                     | 5         | 0         | 20    | 0     |
| Alianza Lima · Perú | 1.ª                 | 1929                | 7    | 0    | -                | -                | -                     | -                     | 3         | 0         | 10    | 0     |
| Alianza Lima · Perú | 1.ª                 | 1930                | 5    | 0    | -                | -                | -                     | -                     | 10        | 0         | 15    | 0     |
| Alianza Lima · Perú | 1.ª                 | 1931                | 11   | 0    | -                | -                | -                     | -                     | 8         | 0         | 19    | 0     |
| Alianza Lima · Perú | 1.ª                 | 1932                | 7    | 0    | -                | -                | -                     | -                     | 6         | 0         | 13    | 0     |
| Alianza Lima · Perú | 1.ª                 | 1933                | 7    | 0    | -                | -                | 5                     | 0                     | 6         | 0         | 18    | 0     |
| Alianza Lima · Perú | 1.ª                 | 1934                | 2    | 0    | -                | -                | -                     | -                     | 2         | 0         | 4     | 0     |
| Alianza Lima · Perú | Total               | Total               | 63   | 0    | 1                | 0                | 5                     | 0                     | 43        | 0         | 112   | 0     |
| Total en su carrera | Total en su carrera | Total en su carrera | 63   | 0    | 1                | 0                | 5                     | 0                     | 43        | 0         | 112   | 0     |

## Palmarés
| Título                                         | Club         | País | Año  |
| ---------------------------------------------- | ------------ | ---- | ---- |
| Primera División del Perú                      | Alianza Lima | Perú | 1927 |
| Primera División del Perú                      | Alianza Lima | Perú | 1928 |
| Primera División del Perú                      | Alianza Lima | Perú | 1931 |
| Primera División del Perú                      | Alianza Lima | Perú | 1932 |
| Primera División del Perú                      | Alianza Lima | Perú | 1933 |
| 1934                                           | Alianza Lima | Perú |      |
| Primera División de la Liga Provincial de Lima | 1939         |      |      |